# Mitch O'Farrell
Mitch O'Farrell là một chính trị gia người Mỹ và là thành viên của Hội đồng Thành phố Los Angeles đại diện cho quận 13. O'Farrell đã được bầu vào ngày 21 tháng 5 năm 2013 để thành công đương nhiệm Eric Garcetti, Thị trưởng Los Angeles thứ 42.
O'Farrell được nuôi dưỡng ở Moore, Oklahoma, ngoại ô phía nam Thành phố Oklahoma. Đầu tiên ông chuyển đến Los Angeles, nơi ông trở thành một vũ công trên tàu du lịch khắp thế giới và cuối cùng ông làm vũ công trong một sòng bạc ở Bahamas. Cuối cùng, ông chuyển về Los Angeles vào những năm 1990, định cư tại Glassell Park.
Ông trở thành một nhà hoạt động cộng đồng và bắt đầu tình nguyện cho khu phố của mình. Eric Garcetti đang tranh cử vào Hội đồng thành phố và ông đã làm một số công việc tình nguyện cho ông. Ông được bầu làm Chủ tịch Hiệp hội Cải thiện Glassell Park và giúp thành lập Hội đồng Khu phố.
Năm 2002, ông được ủy viên hội đồng lúc đó là Garcetti thuê để làm việc trong văn phòng của ông. Ông ở lại mười năm. Ông là một phó phòng, sau đó là phó giám đốc, rồi giám đốc huyện và sau đó là cố vấn cao cấp.
O'Farrell là một trong hai thành viên hiện đang phục vụ, đồng tính công khai của Hội đồng Thành phố Los Angeles.